# Ryoichi Fukushige
Ryoichi Fukushige (福重 良一 Fukushige Ryoichi?), född 30 januari 1971 i Wakayama prefektur, är en japansk tidigare fotbollsspelare.
Fukushige började sin karriär 1993 i Kyoto Shiko (Kyoto Purple Sanga). 1997 flyttade han till Otsuka Pharmaceutical. Han avslutade karriären 1998.